# Dammarie-les-Lys
Dammarie-les-Lys ist eine französische Gemeinde mit 23.252 Einwohnern (Stand 1. Januar 2022) im Département Seine-et-Marne in der Region Île-de-France. Sie gehört zum Arrondissement Melun und zum Kanton Saint-Fargeau-Ponthierry.

## Geographie
Der Ort grenzt südwestlich an die Stadt Melun, die sich auf der anderen Seite der Seine befindet. Das Zentrum von Paris liegt nordnordwestlich und ist 62 Kilometer entfernt. Südlich der Gemeinde breitet sich der Forêt de Fontainebleau aus.

## Geschichte
Dammarie-les-Lys wurde erstmals im 13. Jahrhundert erwähnt. Das „Dammarie“ im Ortsnamen leitet sich von einem Gebetshaus ab, welches der Jungfrau Maria gewidmet war.

## Sehenswürdigkeiten

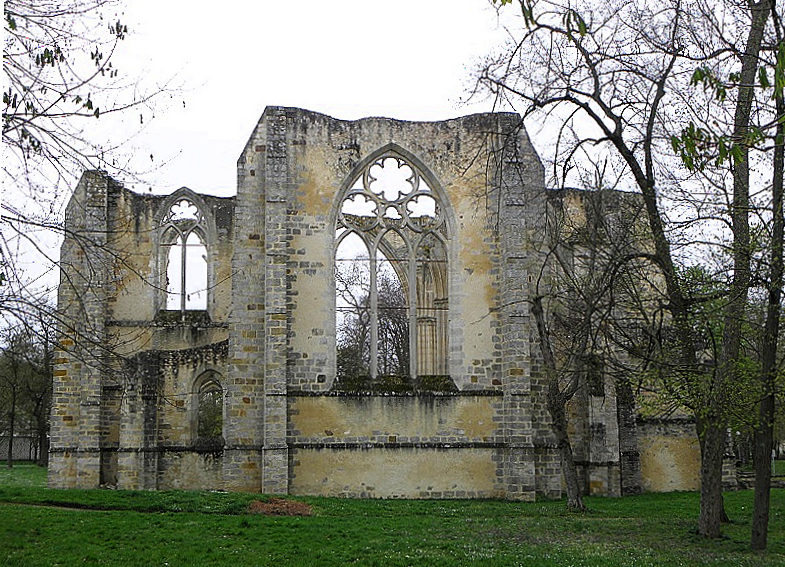
Abteiruine

Siehe auch: Liste der Monuments historiques in Dammarie-les-Lys
- Die bekannteste Sehenswürdigkeit des Ortes sind die Ruinen der Zisterzienser-Abtei, welche im Jahr 1244 von Blanka von Kastilien gegründet wurde.[1]
- Sechs Schlösser
- Waschhaus aus dem 19. Jahrhundert

## Partnergemeinden
- Eppelheim, Baden-Württemberg, seit 1996